# Into the White
Pour plus de détails, voir Fiche technique et Distribution.
Into the White (aussi connu sous les noms de Comrade, Lost in the Snow ou Cross of Honour) est un film norvégien réalisé par Petter Næss, sorti en 2012.

## Synopsis
Le 27 avril 1940, un Heinkel He 111 de la Luftwaffe est abattu en Norvège par un Blackburn B-24 Skua de la Fleet Air Arm. Les trois survivants du crash tentent de rejoindre la côte.

## Fiche technique
- Titre : Into the White
- Réalisation : Petter Næss
- Scénario : Ole Meldgaard, Dave Mango et Petter Næss
- Musique : Nils Petter Molvær
- Photographie : Daniel Voldheim
- Montage : Frida Eggum Michaelsen
- Production : Peter Aalbæk Jensen et Valerie Saunders
- Société de production : Zentropa Entertainments
- Pays :  Norvège,  Suède et  France
- Genre : action, drame, historique et guerre
- Durée : 104 minutes
- Dates de sortie : 
  - Norvège : 9 mars 2012
  - États-Unis : 12 avril 2013

## Distribution
- Florian Lukas : le lieutenant Horst Schopis
- David Kross : le caporal Josef Schwartz
- Stig Henrik Hoff : le sergent Wolfgang Strunk
- Lachlan Nieboer : le capitaine Charles P. Davenport
- Rupert Grint : l'artilleur Robert Smith

## Production
Le tournage a commencé le 28 mars 2011 à Grotli en Norvège où les faits réels racontés dans le film ont eu lieu. Certaines scènes ont été tournées à Trollhättan et Brålanda en Suède.